# تجوال (اتصالات)

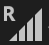
رمز لوضعية التجوال (Roaming) على هاتف محمول

التجوال في مجال الاتصالات هو التنقل من مكان لآخر بحيث يظل المتنقل متصلا بشبكته الأصلية دون انقطاع، مثلا بأن يتلقى الاتصالات ويرسل الرسائل ويتلقاها وما إلى ذلك. مثلا عندما يكون مستخدم الهاتف المحمول خارج نطاق تغطية شبكته الاعتيادية فهو يحول إلى شبكة أخرى لشركة أخرى.